# Tamworth Football Club
Maillots
Actualités
Le Tamworth Football Club est un club de football anglais basé à Tamworth. Le club évoluera depuis la saison 2023-2024 en National League (D5).

## Repères historiques
- Le club est fondé en 1933.
- A l'issue de la saison 2017-18, il club est relégué du National League North (D6).
- A l'issue de la saison 2022-23, il club est promu au National League North (D6).
- A l'issue de la saison 2023-24, il club est promu au National League (D5).

## Palmarès
- Conference North (sixième division) :
  - Champion : 2009 et 2024

- Southern Football League (septième division) :
  - Champion : 2003
  - Vice-Champion : 2002

- FA Trophy :
  - Finaliste : 2003

- FA Vase :
  - Vainqueur : 1989

## Anciens joueurs
- Paul Devlin
- Paul Merson
- Gary Mills
- Nicky Summerbee
- Steve Walsh
- Callum Wilson

## Entraîneurs
- 2001-2002 :  Gary Mills
- 2007-2010 :  Gary Mills